# کار در حالت داغ
کار در حالت داغ (به انگلیسی: Hot working) تغییر شکل‌دادن فلز‌ها و آلیاژ‌ها در بالاتر از دمای تبلور مجدد آن‌هاست. این بالاتر بودن از دمای تبلور مجدد به فلز این امکان را می‌دهد تا حین تغییر شکل، تبلور مجدد انجام دهد. اهمیت این موضوع از آنجاست که تبلور مجدد از کرنش سختی فلز جلوگیری می‌کند؛ که در نهایت استحکام تسلیم و سختی را کم و شکل‌پذیری را افزایش می‌دهد که برای تغییر شکل بسیار مناسب می‌باشد.
در روش‌های کار در حالت داغ، تغییر شکل‌های بالا قابل دسترسی است.
بسیاری از انواع کار، شامل نورد، آهنگری، اکستروژن و کشش عمیق، می‌توانند با فلز داغ انجام شوند.

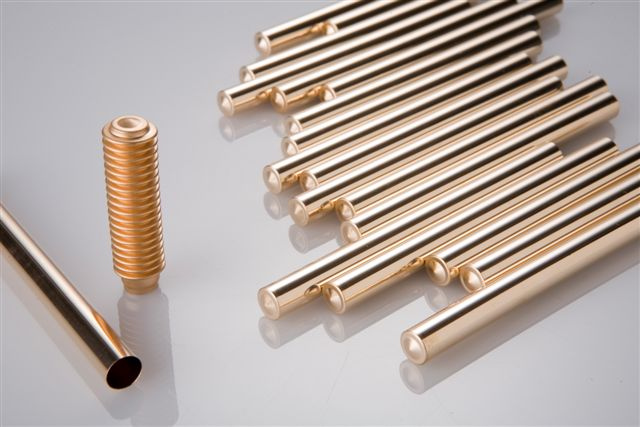
قطعات ساخته شده با کشش عمیق

ار فرآیندهای رولینگ، اکستروژن، فورج و کشش در آن استفاده می‌شود.

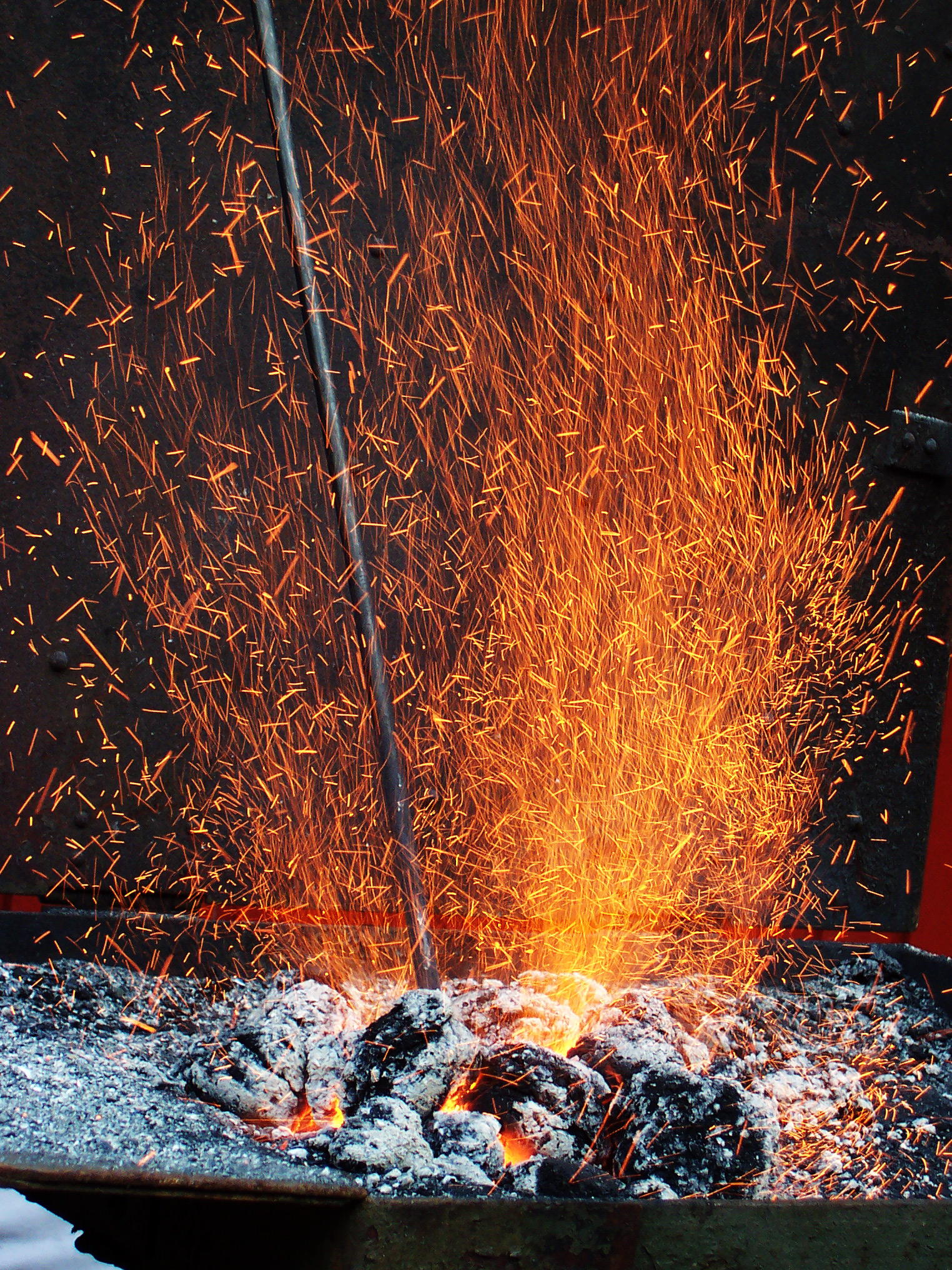
کار در حالت داغ

## دما
محدوده پایین دمای کار در حالت داغ توسط دمای تبلور مجدد آن تعیین می‌گردد. به عنوان راهنما، حد پایین دمای کاردر حالت داغ یک ماده ۶۰٪ دمای ذوب آن ماده است (دمای مطلق).
حد بالای دمای کار در حالت داغ توسط فاکتورهای مختلفی از قبیل: اکسیداسیون بیش از حد، رشد دانه یا تغییر فاز نامطلوب تعیین می‌گردد، در عمل، مواد ابتدا معمولاً تا حد بالا، گرم می‌شوند تا نیروی مورد نیاز برای تغییر شکل حداقل ممکن شود و زمان مورد نیاز برای تغییر شکل نیز کاهش یابد.
مهمترین جنبه هر فرایند کار در حالت داغ کنترل دمای قطعه کار است. ۹۰٪ انرژی داده شده به قطعه به حرارت تبدیل می‌شود.
از این رو، اگر فرایند تغییر شکل به اندازه کافی سریع باشد، دمای قطعه کار باید افزایش یابد، با این حال، این اتفاق معمولاً در عمل رخ نمی‌دهد. بیشتر حرارت از طریق سطح قطعه کار به وسیله ابزار خنک‌کننده از دست می‌رود که موجب گرادیان دمایی در قطعه کار می‌شود، معمولاً به دلیل سطوح مقطع غیر یکنواخت جایی که مقاطع نازک‌تر نسبت به مقاطع ضخیم‌تر، سردتر می‌باشند. در نهایت، این می‌تواند منجر به ترک در نواحی خنک، نسبت به سطوح هادی  گردد. یکی از راه‌های کاهش این مشکل گرم کردنِ ابزار است. هرچه ابزار گرم‌تر باشد، گرمایِ از دست رفته کاهش پیدا می‌کند؛ البته با افزایش دمایِ ابزار، عمرِ ابزار نیز کاهش می‌یابد؛ بنابراین درجه حرارت ابزار باید کنترل شود؛ معمولاً، ابزار کار در حالت داغ تا ۵۰۰–۶۰۰ درجه فارنهایت گرم می‌شود.

## مزایا و معایب

### مزایا
- کاهش استحکام تسلیم، کار با آن راحت و انرژی و نیرویِ موردِ استفاده کمتر است.
- افزایش چقرمگی
- افزایش دما منجر به افزایش نفوذ می‌گردد که می‌تواند منجر به حذف یا کاهش ناهمگونی شیمیایی گردد.
- ممکن است منافذ در حین تغییر شکل از نظر اندازه کاهش یا کاملاً حذف گردند.
- معمولاً قطعه اولیه که کار در حالت داغ روی آن انجام می‌شود در اصل ریخته‌گری می‌باشد. میکرو ساختار قطعات ریخته‌گری برای خواص مهندسی بهینه‌سازی نشده‌است، از نقطه نظر ساختار. کار در حالت داغ خواص مکانیکی قطعه کار را افزایش می‌دهد به دلیل اینکه میکرو ساختار را با یک‌دانه کره‌ای شکل مناسب جایگزین می‌کند. این دانه‌ها استحکام، چقرمگی و انعطاف‌پذیری قطعه کار را افزایش می‌دهد.
- خواص مهندسی همچنین می‌تواند با دگرگون ساختن اجزاء بهبود بیابد. در حالت ریخته‌گری، اجزا به صورت تصادفی جهت‌گیری کرده‌اند که هنگام تلاقی با سطح، می‌توانند یک نقطه انتشار برای ترک باشند. زمانی که بر روی قطعه کار در حالت داغ انجام گیرد، اجزا تمایل دارند که در مسیر سطح جریان یابند و رشته جدیدی ایجاد کنند. زمانی که تمام رشته یک جریان ساختار را ایجاد کرد، ناهمسان‌گرد (انیزوتروپ) می‌شود. زمانی که رشته‌های موازی سطح جهت‌گیری کنند، قطعه کار مخصوصاً دربرابر شکستن مقاوم می‌گردد. رشته‌ها به عنوان بازدارنده ترک عمل می‌کنند چون ترک می‌خواهد از طریق ترک و نه در طول آن گسترش یابد.[۴]

### معایب
- واکنش نامطلوب بین فلز و اتمسفر اطراف آن (بعنوان مثال اکسیداسیون)
- دقت تلرانس کمتر با توجه به انقباض حرارتی و تاب برداشتن به دلیل خنک شدن غیرهمزمان
- ساختار دانه‌ای ممکن است به دلایل مختلفی متفاوت گردد
- نیازمند به ابزار گرم‌کننده همانند کوره گازی یا دیزلی یا کوره القایی که ممکن است بسیار هزینه بر باشد.[۲]